# Neto Baiano
Neto Baiano (sinh ngày 17 tháng 9 năm 1982) là một cầu thủ bóng đá người Brasil.

## Sự nghiệp câu lạc bộ
Neto Baiano đã từng chơi cho JEF United Chiba và Kashiwa Reysol.

## Thống kê câu lạc bộ

### J.League
| Đội              | Năm       | J.League | J.League | J.League Cup | J.League Cup | Tổng cộng | Tổng cộng |
| Đội              | Năm       | Trận     | Bàn      | Trận         | Bàn          | Trận      | Bàn       |
| ---------------- | --------- | -------- | -------- | ------------ | ------------ | --------- | --------- |
| JEF United Chiba | 2009      | 14       | 4        | 0            | 0            | 14        | 4         |
| JEF United Chiba | 2010      | 29       | 10       | -            | -            | 29        | 10        |
| Kashiwa Reysol   | 2012      | 11       | 1        | 2            | 1            | 13        | 2         |
| Tổng cộng        | Tổng cộng | 54       | 15       | 2            | 1            | 56        | 16        |